# Jorge Cárdenas González
Jorge Cárdenas González (Ciudad Victoria, Tamaulipas, 22 de octubre de 1925-Tamaulipas,1 de mayo de 2005) fue un político mexicano quien fue miembro del Partido Auténtico de la Revolución Mexicana. Fue Candidato del PARM y del PAN a Gobernador de Tamaulipas en 1986 y 1992. Con anterioridad ocupó los cargos de Presidente Municipal de Matamoros y Diputado Federal.

## Biografia
Empresario y alcalde de Matamoros por dos ocasiones (1981-1983), (1990-1992)…Nació en Ciudad Victoria el 22 de octubre de 1925, siendo hijo de Francisco Cárdenas Rodríguez y Josefa González Martínez y hermano de Francisco (+), Eva, Enrique y Jaime Cárdenas González.
Estudio la primaria en su pueblo, habiendo iniciado estudios técnicos en la Escuela Industrial Álvaro Obregón en Monterrey; después de estar un tiempo en Nuevo Laredo y Ciudad Victoria, llego a Matamoros en 1950 y trabaja como locutor en la estación de radio XEO, propiedad de Roberto E. Pinkerton, trabajo también con Don Gregorio Garza Flores, vendiendo aparatos eléctricos y artículos para el hogar casa por casa.
En esta época desempeño diversos trabajos en empresas de esta localidad, durante este tiempo conoce a la regiomontana Minerva Gutiérrez Hernández, hija de Don Jesús Fausto Gutiérrez Romo y Doña Esperanza Hernández, con quien contrajo nupcias un 26 de julio de 1952, de este matrimonio nacieron Jorge, Alfonso, Pedro (+), Gustavo, Luis, Minerva, Claudia, y Emilio.

## La Radio en Matamoros
En la década de los 40s y 50s, sólo existía en Matamoros cuatro estaciones de radio: la XEAM, XEO, XEMS y la XEMT, pero con el empuje y el carácter de Jorge Cárdenas, el 7 de noviembre de 1954 inauguraron la XEEW, con el lema “La voz del bajo Bravo”, estación que continua informando y divirtiendo a los matamorenses, pues siempre se adecuo a los cambios de nuestra sociedad…La prosperidad de su estación debió permitirle cierto desahogo económico y presidió al Patronato de la Cruz Roja de Matamoros.

## Visionario Empresario
En 1970 el Presidente Luis Echeverría Álvarez crea el importante puesto de Secretario de Inspección y Ejecución Fiscal para su ex condiscípulo Enrique Cárdenas González, que controlaba las aduanas del país.
Una de sus innovaciones fue crear el programa de “Artículos ganchos”; la idea consistía en permitir la importación de productos extranjeros para que al ser vendidos con los nacionales, también se vendieran los nuestros.
Jorge Cárdenas se asoció con Isaac Revinobich Rosemberg, León Weimeng y Blas Banda, para fundar las tiendas Más Más Más, que se extendieron por toda la frontera, hasta Ciudad Juárez.

## Jorge Cárdenas en la política
En el año de 1974 su hermano Enrique Cárdenas González es nombrado candidato a Gobernador del Estado por el PRI y Don Jorge Cárdenas aspira a hacer presidente municipal…Utilizando el argumento de que no era conveniente que dos hermanos compitieran para gobernador y presidente municipal, fue nombrado Guillermo Guajardo González (1975-1977), y Jorge Cárdenas fue presidente de la Junta Federal de Mejoras Materiales, en una época en que se disminuyó fuertemente su presupuesto.
Tres años después aspira nuevamente a la Presidencia Municipal y al negarle el registro el PRI, que escogió al Dr. Antonio Cavazos Garza (1978-1980), buscó la candidatura por el Partido Auténtico de la Revolución Mexicana, siendo nombrado candidato en un multitudinario mitin popular, por el presidente de ese partido en Tamaulipas y ex alcalde de Nuevo Laredo, Carlos Cantú Rosas, pero antes de un mes le fue retirada su candidatura.
En el año de 1980 el PRI nombra a su candidato a Francisco Covarrubias Covarrubias y Jorge Cárdenas logra integrar una coalición de partidos PARM, PPS y PST, que lo apoyaron en una campaña de gran participación ciudadana, en la que abundó la participación de gran número de vecinos…En plena campaña muere en un accidente su hijo Pedro, esas elecciones se les han considerado las de mayor participación ciudadana…Ya que muchas casillas electorales continuaron abiertas hasta las nueve de las noche, tres horas después del cierre oficial.
En se mismo año ganó por primera vez las elecciones a la Presidencia Municipal, como candidato de esta alianza de partidos de oposición, asume la alcaldía en el año de 1981 y al recibir su constancia de mayoría, salió al balcón presidencial y dirigiéndose a la multitud que lo aclamaba ofreció que cumpliría sus promesas y que Matamoros seria “la ciudad del cambio”.

## Pueblo de Matamoros
“Pueblo de Matamoros, te habla tu amigo Jorge Cárdenas”, era su grito de batalla al iniciar los mítines de campaña o cuando ya siendo alcalde se reunía con su pueblo, Don Jorge gozo del apoyo de la gente…El estilo personal y peculiarismo de gobernar convirtió a Jorge Cárdenas en líder popular de las mayorías que evolución el concepto de política municipal, por lo cual denominó a Matamoros como la Ciudad del Cambio.
Las últimas veces que se le vio en público fue en Palacio Municipal y en la Plaza Principal el 28 de enero con su hijo en las fiestas del 179 Aniversario del Titulo de Villa de Matamoros, también en el homenaje a Rigo Tovar y por su puesto en las visitas de cortesía con los expresidentes municipales Ing. Mario Zolezzi García, y el ex alcalde Lic. Baltazar Hinojosa Ochoa.

## Muerte
Falleció el 1 de mayo de 2005 fue velado el domingo en su rancho, que se ubica en Guémez y por la tarde del lunes sus cenizas fueron traídas a Ciudad Victoria. En la Catedral del Sagrado Corazón se realizó una misa a la que asistieron muchos políticos, algunos funcionarios estatales y amigos de la familia Cárdenas González.